# Istaria: Chronicles of the Gifted
Istaria: Chronicles of the Gifted ist ein Massively Multiplayer Online Role-Playing Game (MMORPG) des US-amerikanischen Spieleentwicklers Virtrium und wurde ursprünglich von Artifact Entertainment als Horizons: Empire of Istaria veröffentlicht. Tulga Games, LLC erwarb das Spiel mit allen dazugehörigen Vermögenswerten am 25. Januar 2005 und verkauften es an EI Interactive im Juli 2006. Am 18. Juli 2007 erwarb Virtrium LLC (Vi) die Rechte des Spiels.
Die Fantasywelt ermöglicht es Spielern Abenteurer, Handwerker oder beides zu sein und am Kampf der lebenden Rassen teilzunehmen gegen die Withered Aegis, eine Armee der Untoten die versuchen alles Leben zu zerstören. Istaria bietet unter den MMORPGs die einzigartigen Möglichkeiten einen Drachen zu spielen und eine Drachenhöhle oder ein Grundstück in nicht instanzierten Spielerstädten zu erwerben und individuell zu bebauen. Das Computerspiel kann nur online über das Internet gespielt werden.

## Spielprinzip
Ziel des Spieles ist es mit anderen Spielern den Kampf gegen die Untoten Horden der Withered Aegis zu führen, Siedlungen zu errichten, zerstörte Gebäude zu reparieren und die vielen Questen erfolgreich zu bestehen. Anders als in einigen anderen MMORPG wird nicht gegen andere menschliche Spieler gekämpft (Player versus Player, PvP), sondern nur mit ihnen gegen Monster (Player versus Environment). Ein Kräfte messen zwischen Spielern, also PvP, ist ausschließlich auf den Inseln der Kämpfe (Isles of Battle) möglich. Der Reiz des Spieles liegt in der Vielzahl von kämpferischen und handwerklichen Berufen die teilweise zugleich ausgeübt werden können.
Es stehen elf Fantasyrassen zur Verfügung: Drache, Dryade, Elf, Furie, Gnom, Halbriese, Mensch, katzenähnliche Saris, Satyr, reptilienartige Sslik und Zwerg. Mit Ausnahme vom Sslik und Drache, die als Unisexgeschlecht angelegt sind, stehen für alle anderen Rassen männliches wie weibliches Geschlecht zur Auswahl. Die Besonderheit für die zweibeinigen Rassen besteht darin beliebig viele der vorhandenen Berufe erlernen zu können. Es kann jedoch nur ein Handwerkerberuf und ein Abenteurerberuf zugleich ausgeübt werden. Es stehen 28 Abenteurerklassen und 20 Handwerksberufe zur Auswahl. Bestimmte Fähigkeiten eines Abenteurerberufs können gemeistert werden und stehen so allen Abenteurerklassen des Avatars zur Verfügung. Zwischen den Klassen ist es möglich beliebig oft zu wechseln, ohne das daraus Nachteile entstehen. Die Abenteurerklassen unterteilen sich in Heiler-, Zauberer- und Kämpferberufe und in verschiedensten Mischformen. Einige der Klassen erfordern gewisse Grundkenntnisse in anderen Bereichen, bevor man ihnen beitreten kann.
Drachen verfügen über eine Abenteurer- und drei Handwerksklassen und unterscheiden sich vollkommen von den Zweibeinern. Ein Drache beginnt als flugunfähiger Jungdrache (Hatchling), in einer epischen Quest wird er zum flugfähigen Erwachsenen (Adult) und in einer weiteren umfangreichen epischen Questreihe schließlich zum Altdrachen (Ancient). Das Fliegen in Istaria ist ausschließlich den Drachen vorbehalten, so kann ein fortgeschrittener Spieler sich fliegend durch die Spielwelt bewegen. Drachen müssen sich während des erwachsen werdens zwischen einer der beiden Fraktionen entscheiden: die eher magisch begabten und mit den Zweibeinern verbündeten Helian oder den kämpferischen und Zweibeinern gegenüber eher skeptischen Lunus.
Das Handwerkssystems besitzt einen sehr hohen Grad an Komplexität. Es unterteilt sich in Berufe, die dazu dienen, nutzbare Gegenstände für Spieler zu erzeugen (Kleidung, Rüstung, Waffen, Schmuck, Schriftrollen, Zaubertränke, Nahrung, Werkzeuge und Zaubersprüche) und Berufen die dazu dienen Gebäude zu errichten (Häuser, Wälle, Maschinen für Handwerker, Silos, Händler und Dekors). Eine Besonderheit des Spieles ist, dass Ressourcen (Erz, Holz, Pflanzen – über 150 verschiedene) abgebaut werden müssen (wie beim Vorbild Ultima Online), wobei mit fortschreitender Berufserfahrung (Spielstufe) höherwertige Ressourcen abgebaut werden können (Beispiel für Juweliere: Tier I: Kupfer und Zinn, II: Silber, III: Gold, IV: Platin, V: Mithril, VI: Adamant). Die Ressourcen werden mit Werkzeugen und Maschinen dann zu Zwischen- und Endprodukten weiterverarbeitet. Bei der Produktherstellung kann ein Handwerker die Produkte mit zusätzlichen Techniken verbessern, um den Gegenständen Individualität oder verbesserte Eigenschaften zu verleihen. Zur Herstellung müssen Techniken und Produktformeln im Laufe der Zeit gesammelt, erkämpft oder gekauft werden. Die herstellbaren Ausrüstungsgegenstände, die eine epische Qualität erreichen können, sind die Grundlage eines jeden Abenteurers und Handwerkers und steht im Gegensatz zu vielen MMORPGs wo Handwerksberufe häufig eine eher untergeordnete Rolle spielen. Es gibt über 2.000 Produktformeln die ein Handwerksmeister aller Klassen (Grand Master Crafter) in seinem Handbuch aufzeichnen kann.

## Entwicklung
Das Kernkonzept hinter Horizons vor der Veröffentlichung war wie folgt: eine zonenfreie, sich ständig ändernde Umwelt zu schaffen in der die Spieler gemeinsam versuchen einen scheinbar übermächtigen Feind aufzuhalten: die Withered Aegis. Dieser Feind besteht aus ein paar Individuen der lebenden Rassen (Rassen denen die Spieler angehören) in einer unheiligen Allianz mit Gruppen aus Teufeln und Dämonen aus einer anderen Existenz, dem sogenannten Reich der Verderbnis (Realm of Blight). Die verwobene verfluchte Magie würde Geisterbeschwörung beinhalten, die Fähigkeit Zombies aus Leichen zu beschwören und Skelettüberreste in grimmige Krieger wiederzubeleben. Wegen der kooperativen Eigenschaft des Spiels würden die Aegis vollständig von der KI gesteuert. Laut David Bowman in 2002: „Horizons wird nicht mit einem Player versus Player Konflikt veröffentlicht. Vielmehr verwendet Artifact die volle Aufmerksamkeit darauf das best mögliche Player versus Environment Spielprinzip zu schaffen.“
Dieser Feind sollte ursprünglich dynamischer Natur sein, und automatische Angriffe gegen von Spielern gehaltenen Positionen ausführen und eroberten Boden mit dunkler Magie verfluchen. Es erwies sich als schwierig das Konzept in die Praxis umzusetzen, und die Kriegsfront wurde schließlich wieder in statische Regionen, gehalten von Spielern und der Aegis, zurückgesetzt. In den Jahren nach der Veröffentlichung von Horizons fanden von Gamemastern durchgeführte „World Events“ statt die es Spielern ermöglichte dauerhafte Spuren in der Welt zu hinterlassen. Zwar nicht so kosteneffektiv wie ein automatisiertes System erlaubte dies Artifact und Tulga ihr Versprechen einer sich verändernden und interaktiven Welt einzuhalten.
Istaria litt die ersten Jahre nach dem Start unter verschiedenen Problemen. Viele von diesen waren sowohl dem jetzigen wie dem früheren Management der verschiedenen Firmen die Istaria besaßen bekannt. Rick Simmons, der Eigentümer von Istaria hat erklärt das sein Team daran arbeitet die Probleme so schnell wie möglich zu beheben. Istaria leidet unter Performanceproblemen die sowohl den Client als auch den Server betreffen. Diese Probleme werden häufig als Lag von den Spielern wahrgenommen. Laut David Bowman, früherer Creative Director von Artifact und President von Tulga Games: „Das Client-Kampfsystem war langsam und hackelig. David Bowman:“Es gab nicht ausreichend unterhaltsamen Inhalt für die Spieler, und fehlende zugesagte Spielemechaniken, die es nicht ins Spiel geschafft haben. Es gab viele Gründe das Spiel zu mögen, viele Spieler hat es wegen der Probleme nicht gehalten.
Nach einigen Jahren der Stagnation gab es bei Istaria keine Grundstücke und Drachenhöhlen mehr zu erwerben. Erst durch das „Grundstücks Rückgewinnungs Projekt“ (Plot Reclamation) wurden die von den Spielern besessene Areale wieder verfügbar die nicht länger einen bezahlten Account hatten. Die Plot Reclamations werden seither monatlich durchgeführt. Mit den verschiedenen Content Updates wurden seit 2007 kontinuierlich neue Spielinhalte hinzugefügt. Updates des Clients in den letzten Jahren seit Virtrium die Weiterentwicklung übernommen hat und dank der leistungsfähigeren Computer heutiger Tage haben sich die Lags deutlich verringert und das Spiel läuft flüssiger und viel stabiler wie es früher der Fall war.

## Events
Kurz nach dem Start hat das Horizons Team Storyline geführte Events durchgeführt. Diese Events deckten Überlieferungen und Geschichte von Istaria auf und führten bisweilen zu Entdeckungen von neuen, anderen Events.
Ursprünglich waren für das Spiel wöchentliche Events geplant, aber seit September 2004 wurden sie drastisch reduziert wegen personeller und finanzieller Probleme bei Artifact und später bei Tulga. Einige der Events beinhalteten das graben von Tunneln und bauen von Brücken um neue Gebiete zu erschließen und um die Befreiung ganzer Rassen aus der magisch gehaltenen Knechtschaft der Withered Aegis. Die beiden Rassen, Satyren und Dryaden erschlossen sich den Spielern durch große und aufwendig durchgeführte Serverweite Events.
Vor der Einführung von Horizons und den Problemen die folgten, war beabsichtigt diese und ähnliche Events kontinuierlich durchzuführen.

## Abonnements
Nach dem Download kann das Spiel zwei Wochen kostenfrei getestet werden, danach fallen je nach Abonnementtyp monatliche Entgelte an. Istaria unterscheidet zwischen drei verschiedenen Abomodellen. Free Access ist ein Free-to-play, also kostenloser Account, der jedoch eingeschränkt ist auf einen Charakter und lediglich ermöglicht die Rasse der Menschen zu spielen. Das Basic Access Abo kostet monatlich rund 7,50 € umfasst bis zu fünf Charaktere, jedoch kann man kein Grundstück oder Drachenhöhle besitzen. Mit dem Property Holder Access Account, der monatlich rund 11 € kostet, ist es möglich eine Höhle oder Grundstück zu besitzen und bis zu sieben Charaktere anzulegen. Eine Besonderheit in der Accountverwaltung ermöglicht es einem Account weitere Basic oder Property Holder Access Abos hinzuzubuchen, so ist es möglich weitere Charaktere anzulegen, mehrere Landparzellen oder Drachenhöhlen zu erwerben und mit mehreren Charakteren gleichzeitig in das Spiel einzuloggen, es wird alles von einem Account aus verwaltet.

## Server (Shards)
Zu Beginn von Horizons gab es drei europäische und acht nordamerikanische Server (Shards). Wegen der immensen Probleme zu Beginn von Horizons suchten sich viele Spieler andere Alternativen, auch waren einige Server nur von sehr wenigen Spielern besucht. Im Oktober 2004 wurden die drei europäischen Shards Wind, Ice und Earth zu Unity zusammengeführt, die fünf Standardshards Life, Shadow, Bounty, Twilight und Energy zu Chaos und die drei Rollenspielserver Spirit, Dawn and Expanse zu Order. Mit der Übernahme durch Virtrium wurde der Unity Shard Ende 2007 von Netz genommen. Es dauerte einige Monate bis schließlich im April 2008 die Unity-Spieler die Möglichkeit bekamen ihre Charaktere nach Order oder Chaos zu transferieren, ohne das dafür Kosten anfallen.
Aktuell gibt es drei Amerikanische Server, die als Shards bezeichnet werden, einer davon ist der Testserver. Istaria ist einheitlich in englischer Sprache gehalten, es gibt auf den beiden Spieleservern aber öffentliche Chaträume, in denen Deutsch gesprochen wird. Der Server Chaos ist der reguläre Spielserver der von einer größeren Anzahl Spielern bevölkert ist, der zweite Spieleserver Order richtet sich an die Rollenspieler und der Server Blight ist der öffentliche Testserver, auf dem Updates getestet und die Neuerungen angespielt werden können, bevor diese auf den regulären Spieleservern erscheinen.

## Content-Updates
Die nachfolgenden Content-Updates wurden vom Virtrium Entwicklerteam veröffentlicht:
- Hammer's Rest (16. Oktober 2007)
- Gnomekindle 2007 (12. Dezember 2007)
- Tasty Treats (24. März 2008)
- Pax Istaria (29. Juni 2008)
- Dralnok's Doom (1. Juli 2009)(01. Juli 2009)
- Scourge of the Skulks (10. Februar 2010)
- Dragon Rite of Passage (22. Juni 2010)
- September 2011 (06. Oktober 2011)
- November 2011 (29. November 2011)
- Spring Update 2012 (10. April 2012)
- November Content Update (12. November 2012)
- Gnomekindle 2013 (12. Februar 2013)
- Spring Festival 2013 (29. Mai 2013)
- The Crystalshaper 2013 (15. Oktober 2013)
- 10th Anniversary Celebration! (10. Dezember 2013)
- A Bitter Wind (08. April 2014)
- City Under Siege (10. Februar 2015)
- Summer 2015 Update (11. August 2015)
- 12th Anniversary Release (21. Dezember 2015)
- Niesa's Fate (24. Mai 2016)
- The Cults (22. November 2016)
- The Cults Chapter II (11. April 2017)
- Surtheim Ascending (11. Juli 2017)
- Reklar's Reclamation (17. Oktober 2017)
- Skalkaar Reborn (19. Dezember 2017)
- New Awakening (27. März 2018)
- Haute Couture (17. Juli 2018)
- A Growing Danger (24. Oktober 2018)
- Diamond in the Rough (15. Januar 2019)
- Sacred Arts (09. April 2019)
- A Bright New Look (09. Juli 2019)
- Thr Ruin of Tazoon (25. Februar 2020)
- The Cult of Nazderon (13. Oktober 2020)
- Tales of Tazoon (28. April 2021)
- Gifted Beginnings (18. August 2021)
- Fangs in the Mist (21. Dezember 2021)
- Stronghold of Nature (31. Mai 2022)

## Rezeption
Istaria: Chronicles of the Gifted litt in den ersten Jahren nach der Veröffentlichung unter mehreren Problemen. Viele davon werden sowohl vom aktuellen als auch vom früheren Management der verschiedenen Unternehmen, denen Istaria gehörte, erkannt. Rick Simmons, der Eigentümer von Istaria, hat erklärt, dass sein Team daran arbeite, diese Probleme so schnell wie möglich zu beheben. Istaria leidet unter einer Reihe von Leistungsproblemen, die sowohl den Client als auch die Server betreffen. Diese Leistungsprobleme werden von Spielern häufig und manchmal fälschlicherweise als Verzögerung eingestuft. Laut David Bowman, ehemaliger Creative Director von Artifact und Präsident von Tulga Games, „waren die Client-Kampfsysteme langsam und ruckelig... obwohl es viele Gründe gab, das Spiel zu mögen, konnten die meisten Spieler diese Probleme nicht überwinden.“ Nach mehreren Jahren der Stagnation hielt Istaria kein Land mehr für neue Spieler zum Kauf verfügbar. Allerdings hat ein kürzlich durchgeführtes „Plot Reclamation“-Projekt viele Gebiete zugänglich gemacht, die zuvor Spielern gehörten, die kein Abonnement mehr haben. David Bowman: „Es gab nicht genügend unterhaltsame Inhalte für die Spieler, und einige versprochene Inhaltssysteme schafften es nicht in die Veröffentlichung.“